# Johann Prause
Johann Prause, uváděn též jako Johann Preusse (26. června 1877 Oskava – 3. listopadu 1949 Korbach) byl československý politik, meziválečný poslanec a senátor Národního shromáždění za Německou živnostenskou stranu.

## Biografie
Podle údajů k roku 1930 byl profesí instalatérem a komorním radou v Německé Libině. Byl členem obchodní a živnostenské komory v Olomouci. Zastával funkci náměstka předsedy Ústředního svazu německých živnostenských společenstev na Moravě. V Libině byl náčelníkem hasičského sboru a v letech 1903–1938 byl v této obci i starostou.
V parlamentních volbách v roce 1925 získal za Německou živnostenskou stranu senátorské křeslo v Národním shromáždění. V senátu setrval do roku 1929. I v parlamentních volbách v roce 1929 získal křeslo v Národním shromáždění, nyní ovšem jako člen dolní komory, tedy poslanecké sněmovny.
V lednu 1939 se stal, se zpětnou účinnosti od prosince 1938, členem NSDAP (místní skupina Libina). Zemřel v roce 1949 v Korbachu v Hesensku.